# David Solans
David Solans (Vilassar de Mar, 3 de agosto de 1996) é um ator espanhol, sendo conhecido em diversos países por protagonizar o papel de Bruno Bergeron na série de televisão "Merlí".

## Biografia
A inserção de David no cinema ocorreu por acaso. Ele entrou em uma agência na internet e, depois disso, foi chamado para atuar no filme "Fill de Caín, de Jesús Monllaó". Em 2013, ele interpretou "Nico Albert", um garoto que era viciado em jogo de xadrez. Com essa atuação, ele foi indicado ao "Premis Gaudí" e também ao "CEC". Em 2014, o ator entrou no elenco da série "La Caída de Apolo" e, por conta dela, ganhou o prêmio do Festival de Cinema de Girona. No mesmo ano, estreou na TV com a série "Bajo Sospecha", no canal Antena 3.
Em 2015, David foi escolhido pela TV3 para ser um dos protagonistas da série Merlí. Nessa série, ele interpretou o personagem "Bruno Bergeron", participando de duas temporadas. No penúltimo episódio da segunda temporada, o ator deixou a produção, pois seu personagem fora viver em Roma. O ator é aguardado para o final da terceira (e última) temporada de Merlí, que estreará em setembro de 2017, a sua ainda não  participação já foi confirmada. 

## Filmografia

### Cinema
- Fill de Caín (2013)
- Los inocentes (2013)
- El dulce sabor del limón (2015) [7]

### Televisão
- Bajo sospecha (Antena 3, 2014) [8]
- Merlí (TV3, 2015-2016, Episódios 1-25) [9][10]
- Merlí: Sapere Aude (TV3, 2019)

- Lo que escondían tus ojos (Antena 3, 2016)
- La caída de Apolo (2014)